# Samuel McRoberts
Pour les articles homonymes, voir McRoberts.
Samuel McRoberts, né le 12 avril 1799 et décédé le 27 mars 1843, est un homme politique américain, membre parti démocrate et ancien sénateur de l'Illinois de 1841 à 1843.

## Biographie
Juriste de formation, il est inscrit au barreau en 1821 puis devient juge de 1824 à 1827. Il est élu au sénat de l'État de l'Illinois de 1828 à 1830.
En 1830, il est nommé procureur des États-Unis par Andrew Jackson puis démissionne deux ans plus tard. Il occupe divers postes dans l'administration fédérale jusqu'à son élection comme sénateur démocrate en 1841. Il exerce ce mandat de sénateur jusqu'à sa mort.